# Трупп, Алоизий Егорович

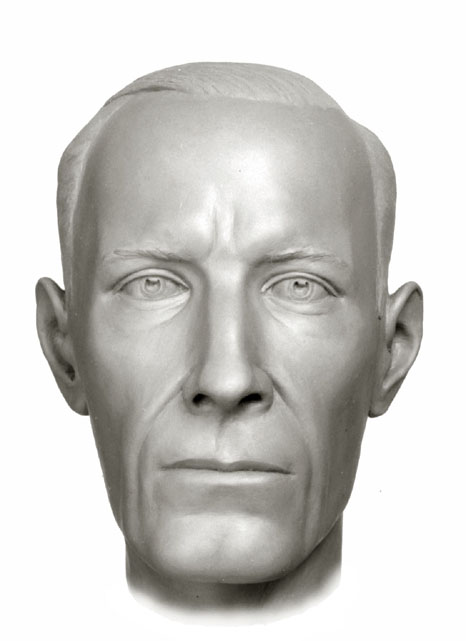
Реконструкция по черепу С. А. Никитина

Алои́зий (Алексе́й) Его́рович Трупп (Алоиз Лаурис (Лаурс) Трупс, латыш. Aloizs Lauris Trūps; 8 (20) августа 1856, Калнагалс, Режицкий уезд, Витебская губерния — 17 июля 1918, Екатеринбург) — камер-лакей (камердинер) последнего российского императора Николая II. Латгалец по происхождению, католик по вероисповеданию. Расстрелян большевиками вместе с семьёй бывшего российского императора и их приближёнными в Ипатьевском доме, в Екатеринбурге. Канонизирован Русской православной церковью за рубежом.

## Биография

### Ранние годы
Алоиз Лаурс Трупс (Трупп) родился, судя по данным крещения, 8 августа 1856 года (в разных источниках также указывается 8 апреля и 8 ноября) в деревне Калнагалс будущей Баркавской волости (образована в 1866 году) Режицкого уезда Витебской губернии (ныне — Ошупская волость, Мадонский край, Латвия) в католической семье состоятельных крестьян Юриса и Анны Труппов. Был крещён в баркавском костёле священником Эриком Мажиновским.
Его родители старались дать всем детям образование (дети посещали церковно-приходскую школу в Баркаве, Алоиз закончил её в 1866 году).

### В Петербурге
1 января 1878 года поступил на службу в Лейб-гвардии Семёновский полк рядовым. Показал себя хорошо, был произведён в унтер-офицеры и уволен в запас 23 марта 1883 года.
Считается, что высокого голубоглазого блондина Алоиза (именно таких набирали в Семёновский полк) приметила императрица Мария Фёдоровна, которая распорядилась принять его на службу во дворец на должность лакея. Он был оформлен сверх штата 8 апреля 1883 года, а зачислен в штат 2 сентября 1886 года.
Алоиз Трупп стал приближённым к императорской семье человеком, которому доверяли. На фотографии в Царском Селе в 1902 году он держит под уздцы пони великой княжны Татьяны Николаевны. Поскольку его причислили к «подвижному составу», то он сопровождал царскую семью в поездках. Летом 1910 года Трупп находился в свите императора, прибывшей в Ригу на яхте «Штандарт» на открытие памятника Петру I.
Лакей получал 360 рублей в год, но жизнь при дворе была самодостаточной (он обеспечивался обмундированием, питанием и местом для проживания). Всю жизнь Алоиз помнил о родине — Латгалии, и по возможности помогал знакомым, обращавшимся к нему за помощью. Его родственники вспоминали, что он прислал братьям из Санкт-Петербурга молотилку и другую сельскохозяйственную технику, помог им отстроить дома после большого пожара в 1900 году. От участия в политической жизни он воздерживался, ибо своей службой дорожил и был ответственным человеком.
Трупп сотрудничал с латгальскими просветителями братьями Скриндами: Бенедиктом (священник) и Антоном (врач). Он даже принял во время своего отпуска на родине участие в организованном ими мероприятии 16 августа 1909 года в Букмуйже: в подготовленном спектакле Алоиз сыграл роль офицера. В последний раз он приехал в родные места в 1912 году. Братья Язеп и Петерис получили в наследство от отца 50 гектаров земли, но жили бедно. Алоиз мечтал купить им землю, но началась Первая мировая война.
Семейная жизнь Труппа не сложилась: после того, как его карьеру чуть не сломала связь с женой одного из коллег, Алоиз так и остался холостым.

### Последние годы с царской семьёй
После отречения Николая II от престола он больше не мог платить своим слугам. А. Е. Трупп, камердинер Т. И. Чемодуров, повар И. М. Харитонов, горничная А. С. Демидова и врач Е. С. Боткин остались работать бесплатно. Они добровольно последовали за бывшим императором в ссылку, в отличие от многих других придворных.
Когда же семью бывшего российского императора решили отправить из Тобольска в Екатеринбург, Николай II, Александра Фёдоровна и Мария Николаевна уехали в Екатеринбург, оставив остальных детей на попечение Труппа в Тобольске. Через месяц в числе других лиц он сопровождал цесаревича Алексея и его сестёр Ольгу, Татьяну и Анастасию, которых везли на пароходе «Русь» из Тобольска в Тюмень, а оттуда на поезде в Екатеринбург. По прибытии, 24 мая 1918 года, заменил в доме Ипатьева заболевшего и отправленного в тюремную больницу камердинера Чемодурова. В это время Трупп служил камердинером Николая II и помогал всей семье по хозяйству, в том числе и передавал им деньги, несмотря на то, что прислугу периодически обыскивали. Из Екатеринбурга он отправил несколько писем родным.
Когда принималось решение о расстреле царской семьи, вопрос об уничтожении прислуги обсуждался, и было решено спасти поваренка Л. Седнева, вспоминал участник экзекуции М. А. Медведев (Кудрин), а по поводу остальных постановили, что им с самого начала предлагалось покинуть Романовых, «часть ушла, а те, кто остался, заявили, что желают разделить участь монарха. Пусть и разделяют…». Сохранилась расписка А. Е. Труппа о том, что он добровольно продолжает служить царской семье, подчиняется всем распоряжениям и требованиям Уральского областного совета и коменданта дома, а также «считает себя на равном состоянии, как и семья Романовых».
В ночь с 16 на 17 июля 1918 года Трупп был расстрелян вместе с семьёй Николая II и сопровождавшими их лицами (лейб-медиком Боткиным, горничной Демидовой и поваром Харитоновым).
17 июля 1998 года останки членов бывшей императорской семьи и их приближённых похоронили в Петропавловском соборе Петербурга. На гробе Труппа, в отличие от других гробов, был помещён католический четырёхконечный крест.

## Канонизация и реабилитация
В 1981 году А. Е. Трупп был вместе со всеми жертвами екатеринбургского убийства канонизирован Русской православной церковью заграницей (наряду с семьёй Николая II тогда же канонизированы находившиеся при ней лица, в том числе не только католик Алоизий Трупп, но и лютеранка гофлектрисса Е. А. Шнейдер, учительница русского языка императрицы Александры Фёдоровны, убитая большевиками 4 сентября 1918 года в Перми). Мотивом такого решения стали прецеденты канонизации жертв гонений на христиан, не принявших крещение (например, язычников, присоединявшихся к христианам во время казни — см. Сорок Севастийских мучеников). Обосновывая канонизацию неправославных архиереи РПЦЗ писали, «что эти люди, будучи преданными царю, своей мученической кровью крестились, и они достойны, тем самым, быть канонизированными вместе с Семьёй».
Русская православная церковь, канонизируя в 2000 году царскую семью, не упомянула в своём решении приближённых, в том числе А. Е. Труппа.
16 октября 2009 года Генеральная прокуратура Российской Федерации приняла решение о реабилитации 52 приближённых царской семьи, подвергшихся репрессиям, в том числе А. Е. Труппа.

## Награды
За безупречную службу Трупп был удостоен множества наград: тёмно-бронзовой медали в память священного коронования императора Александра III и императрицы Марии Фёдоровны для ношения в петлице на Александровской ленте (16 февраля 1884 года); вензелевого изображения императора Александра II; знака за нахождение в почётном конвое Его Величества; знака за отличную стрельбу; серебряной медали короля Дании, пожалованной ему и разрешённой для ношения российским императором 30 марта 1892 года. Ему также было присвоено звание почётного гражданина, возвышавшего его над простым сословием.

## Кино
В фильме «Романовы. Венценосная семья» (2000) роль А. Труппа исполняет актёр Виктор Тейдер.